# USS Blue Ridge (ID-2432)
El USS Blue Ridge (ID-2432) fue un barco de vapor de la Armada de los Estados Unidos. El barco recibió su nombre de las montañas Blue Ridge ("Cordillera Azul"). Entre 1891 y 1918 se llamó SS Virginia, entre 1918 y 1919 se llamó USS Blue Ridge y desde 1919 hasta su accidente en 1960 se denominó Avalon.

## Hundimiento

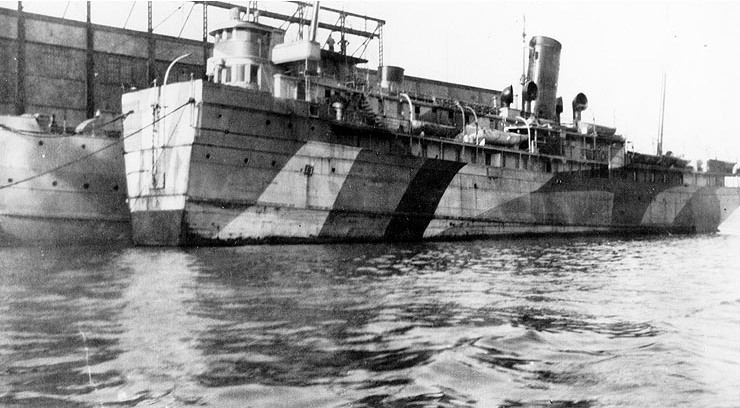
USS Blue Ridge (ID-2432) Con pintura de camuflaje y sin el arco para atravesar las esclusas entre los Grandes Lagos y el río San Lorenzo, alrededor del verano de 1918.

Mientras lo desguazaban, el Avalon se incendió y se quemó en Long Beach, California, el 18 de julio de 1960. 
El casco fue remolcado a Redondo Beach, se le colocó una grúa y se utilizó como barcaza. Después de rescatar piezas del naufragio del Dominator, el Avalon se hundió en una tormenta el 16 de septiembre de 1964.